# De Polderij
De Polderij is een boerderij uit 1912 aan de Vlaardingsedijk in de Nederlandse stad Maassluis. De boerderij is een gemeentelijk monument.
Het gemeentelijk monument is een langhuisboerderij: het woonhuis en achterhuis liggen onder een doorlopend dak in elkaars verlengde. Dit type boerderijen kwam vroeger veel voor in deze streek. De boerderij heeft een grondoppervlakte van 1.865 m² en is opgesplitst in een bedrijfsgedeelte en een woongedeelte.
Van oorsprong werd de boerderij gebruikt voor de melkveehouderij. Daarna heeft het pand enige tijd gediend als onderdak voor de lokale scouting, waarna er 25 jaar een kampeerboerderij in was gevestigd. Sinds 2018 heeft de boerderij een zakelijke invulling.